# Kuokkalampi
Kuokkalampi este o arie protejată (arie de protecție specială avifaunistică — SPA) din Finlanda întinsă pe o suprafață de 106 ha, integral pe uscat.

## Localizare
Centrul sitului Kuokkalampi este situat la coordonatele 61°15′13″N 28°59′38″E / 61.2536°N 28.9939°E.

## Înființare
Situl Kuokkalampi a fost declarat arie de protecție specială avifaunistică în august 1998 pentru a proteja 23 de specii de animale.

## Biodiversitate
Situată în ecoregiunea boreală, aria protejată nu include niciun habitat protejat.
La baza desemnării sitului se află mai multe specii protejate de  păsări (23): rață sulițar (Anas acuta), stârc cenușiu (Ardea cinerea), rață-cu-cap-castaniu (Aythya ferina), rața moțată (Aythya fuligula), buhai de baltă (Botaurus stellaris), bătăuș (Calidris pugnax), erete de stuf (Circus aeruginosus), Cygnus columbianus bewickii, lebădă de iarnă (Cygnus cygnus), șoimul rândunelelor (Falco subbuteo), cocor (Grus grus), Hydrocoloeus minutus, sfrâncioc roșiatic (Lanius collurio), pescăruș râzător (Larus ridibundus), becațină mică (Lymnocryptes minimus), Mergellus albellus, notatița cu ciocul subțire (Phalaropus lobatus), corcodel-urechiat (Podiceps auritus), cresteț pestriț (Porzana porzana), Spatula clypeata, rață cârâitoare (Spatula querquedula), chiră de baltă (Sterna hirundo), fluierar de mlaștină (Tringa glareola).
Pe lângă speciile protejate, pe teritoriul sitului au mai fost identificate 4 specii de plante, 14 specii de păsări.